# Gunggamarandu
Gunggamarandu foi um gênero de crocodilo que viveu do período Plioceno até o Pleistoceno da Era Cenozoica. O réptil viveu na Austrália no estado de Queensland. O crocodilo apresenta características similares a de um Gavial. O seu tamanho foi de mais de 1 metro, e ele o ajudava a caçar animais.